# 富国生命投資顧問
富国生命投資顧問株式会社（ふこくせいめいとうしこもん、英文名 Fukoku Capital Management, Inc.）は、富国生命グループの資産運用会社である。

## 概要
1986年に設立され、1998年には富国生命の特別勘定運用部の運用組織を吸収することで、年金運用組織を構築した。現在、公的年金や企業年金のほか、投資信託の運用受託、運用助言業務を行っている。毎月マーケットビューというレポートが発表され、国内外の株式、債券、為替をはじめとする市場動向をまとめている。2003年から日本株のESG投資（環境、社会、ガバナンスの要素を投資判断に取り入れる手法）に取り組んでおり、日本におけるESG投資における先駆的な実績を有する。2016年には国連責任投資原則（PRI）に署名した。